# 田敏 (1968年)
田敏（1968年7月—），女，中华人民共和国外交官，现任中华人民共和国驻里约热内卢总领事。

## 生平
田敏毕业于外交学院。1990年，进入中华人民共和国外交部工作，先后在外交部香港澳门事务办公室、中葡联合联络小组中方驻澳门代表处、外交部香港澳门台湾事务司、驻东帝汶大使馆、外交部机关党委任职。2012年，任驻巴西大使馆参赞。2016年，任外交部香港澳门台湾事务司参赞。2017年，任国务院台湾事务办公室港澳涉台事务局副局长。2019年，任外交部香港澳门台湾事务司参赞。2021年7月，出任中华人民共和国驻里约热内卢总领事。

## 家庭
已婚，有一子。